# Tomoyoshi Ikeya
Tomoyoshi Ikeya (jap. 池谷 友良 Ikeya Tomoyoshi; ur. 17 czerwca 1962) – japoński piłkarz występujący na pozycji pomocnika.

## Kariera piłkarska
Od 1985 do 1992 roku występował w klubie Hitachi.

## Kariera trenerska
Po zakończeniu piłkarskiej kariery pracował jako trener w Kashiwa Reysol i Roasso Kumamoto.